# Rocky Lynch
Rocky Mark Lynch (Littleton, Colorado, 1 de novembro de 1994) é um músico, guitarrista, cantor e compositor, mais conhecido por ter feito parte da banda de pop rock R5. Atualmente, é membro da dupla The Driver Era, com seu irmão Ross Lynch.

## Vida e carreira
Nasceu e cresceu em Littleton, no Colorado, sendo o terceiro de cinco filhos de Stormie Lynch e Mark Lynch. Em 2009, aos 14 anos, formou a banda R5 com os irmãos Riker Lynch, Ross Lynch e Rydel Lynch e Ellington Ratliff. A princípio, a banda iniciou suas apresentações em diversos lugares do sul da Califórnia. Em 9 de março de 2010, laçaram um EP intitulado de "Ready Set Rock", que continha canções compostas por Rocky, Riker e Rydel.
Com o aumento da popularidade da banda, em abril de 2012 Ross Lynch obteve um papel de protagonista na série Austin & Ally. Com isso, a banda assinou um contrato com a gravadora Hollywood Records. Ao final de 2012, gravou o primeiro EP com a banda, "Loud", lançado em 19 de fevereiro de 2013. A canção "Here Comes Forever" foi escrita por Ross e Riker.

## Discografia

### Álbuns de estúdio
- 2013 – Louder
- 2015 – Sometime Last Night
- 2019 – X

### EPs
- 2010 – Ready Set Rock
- 2013 – Loud
- 2014 – Live in London
- 2017 – New Addictions